# スビ礁

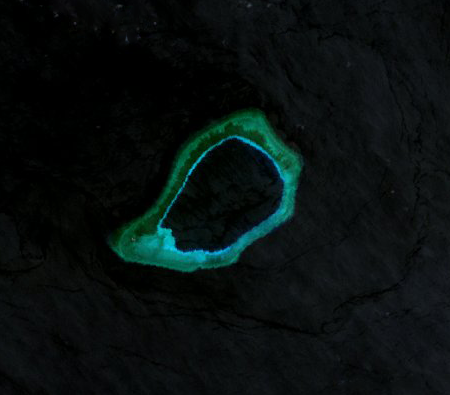
スビ礁の衛星写真（2000年4月）

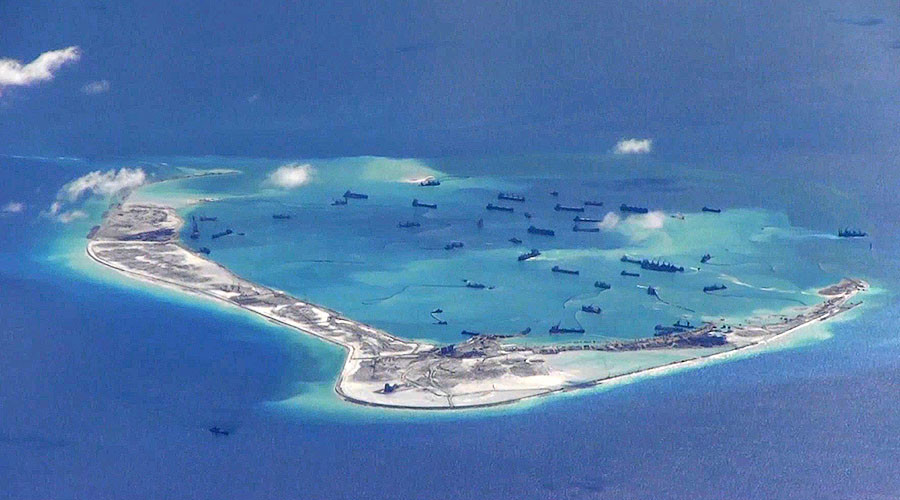
中国による埋め立てが進むスビ礁（2015年5月）

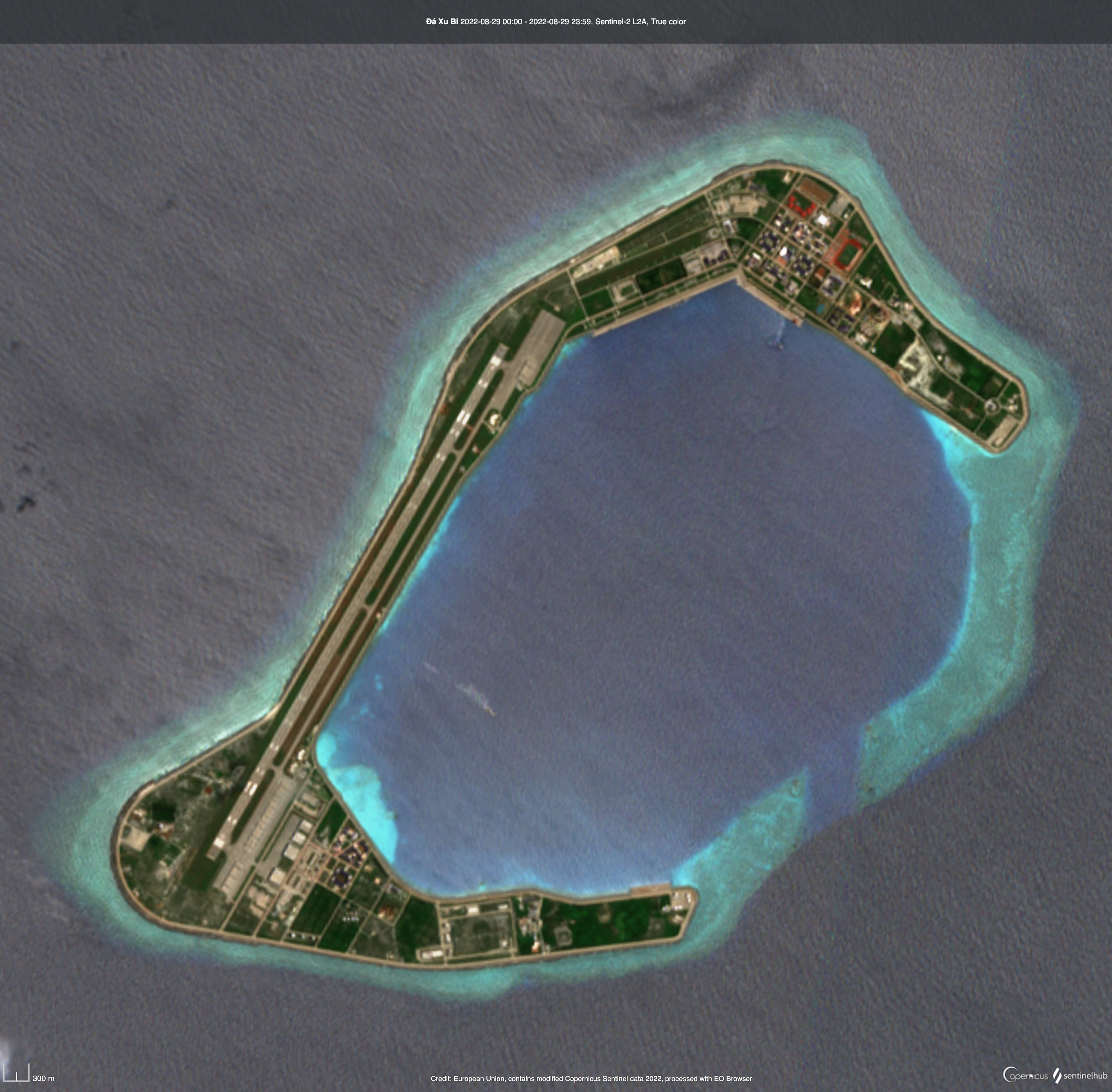
スビ礁の衛星写真（2022年10月、Sentinel-2からの画像）

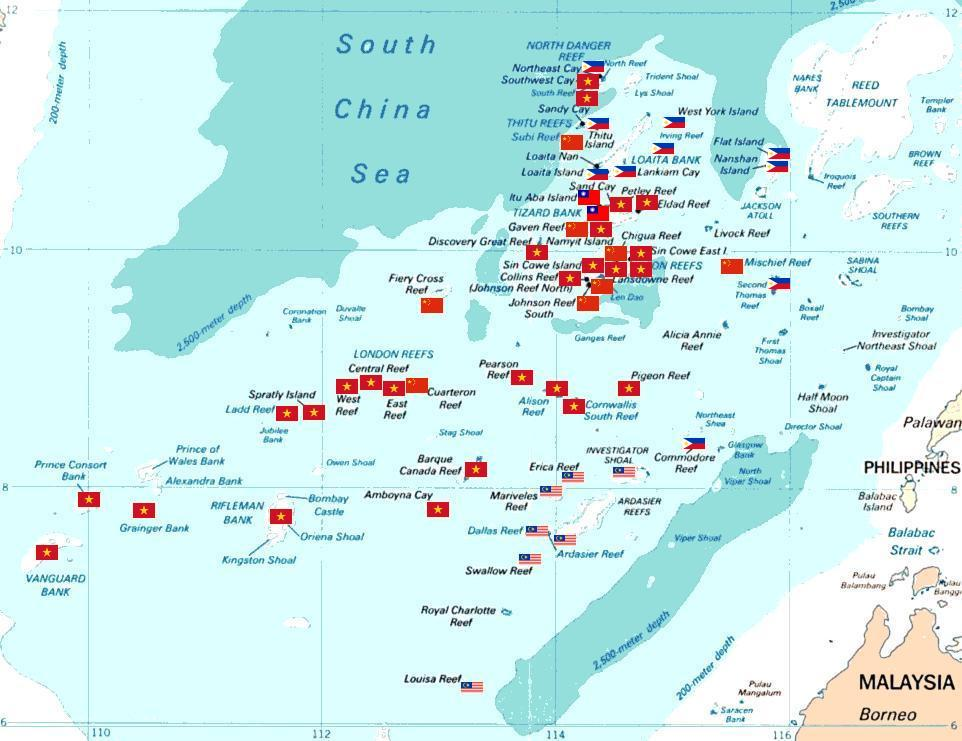
南沙諸島における周辺諸国の実効支配状況

スビ礁またはスービ礁（英語：Subi Reef、中国語: 渚碧礁、ベトナム語：Đá Xu Bi / 𥒥Xu Bi）は、南シナ海の南沙諸島にある暗礁である。中華人民共和国が実効支配して埋め立てを行い、人工島が造成されている。
2016年7月12日、オランダ・ハーグの常設仲裁裁判所は、いわゆる九段線に囲まれた南シナ海の地域について中華人民共和国が主張してきた歴史的権利について、「国際法上の法的根拠がなく、国際法に違反する」とする判断を下した。

## 地理
フィリピンが実効支配するパグアサ島（中国語名：中業島）から北西に約28キロメートル（約15海里）離れている。

## 主権を巡る動き
ベトナムが占領していたが、1988年のスプラトリー諸島海戦（赤瓜礁海戦）において中国人民解放軍海軍がベトナム軍を攻撃し、この暗礁を奪った。
以来、中華人民共和国が実効支配しており、中国人民解放軍海軍が駐留している。しかし、台湾（中華民国）およびベトナムも主権（領有権）を主張している。
中国によりドーム型レーダー施設が建てられていることが2012年7月に確認されている。2014年7月から中国によりこの岩礁の埋め立てが開始され、人工島を造成している。アメリカのシンクタンクであるCSIS（戦略国際問題研究所）による分析では、埋め立て面積は2015年6月時点で3.95 km2に及んでいる。ただし、この岩礁は埋め立て以前には、高潮時に水没していたため、国際法上は領有権や領海を主張することはできない。
2015年4月、スビ礁周辺で中国軍がフィリピン航空機に対して強力な光を照射したり、退去を要求する等の事例があり、フィリピン側が懸念を表明している。
2015年10月26日には、アメリカ海軍のイージス駆逐艦「ラッセン」が、「航行の自由」作戦の実施により、スビ礁から12海里内を航行している。
中国交通運輸部が建設した灯台（高さ55メートル、2015年10月着工）が完成し、2016年4月からジョンソン南礁、クアテロン礁に続いて運用を開始した。
2016年7月12日の常設仲裁裁判所による裁定（南シナ海判決）では、この礁は海洋法に関する国際連合条約（国連海洋法条約）における「自然に形成された陸地であって、低潮時には水に囲まれ水面上にあるが、高潮時には水中に没する」低潮高地であり、領海や大陸棚のみならず、排他的経済水域 (EEZ) も設定できないと認定された。
7月13日には、前日の仲裁裁定に反発した中国政府が徴用した海南航空の民間機が、海南島の海口国際空港より約2時間の試験飛行してスビ礁飛行場に着陸し、飛行場利用が民間によるものと中国中央電視台に中継させ、中国に主権があることを主張した。3,000ｍ級滑走路が完成している。
2024年現在、中国による埋め立てが進み、滑走路や砲台、塔などが建設され軍事拠点化が進んでいるとともに、5G携帯電話通信事業者の基地局も設置されている模様。

## 地形
スビ礁の埋め立て部分で最長は約5.5kmある。米国がBIG3と警戒する巨大人工島の一つ。